# Teoría del océano en Marte

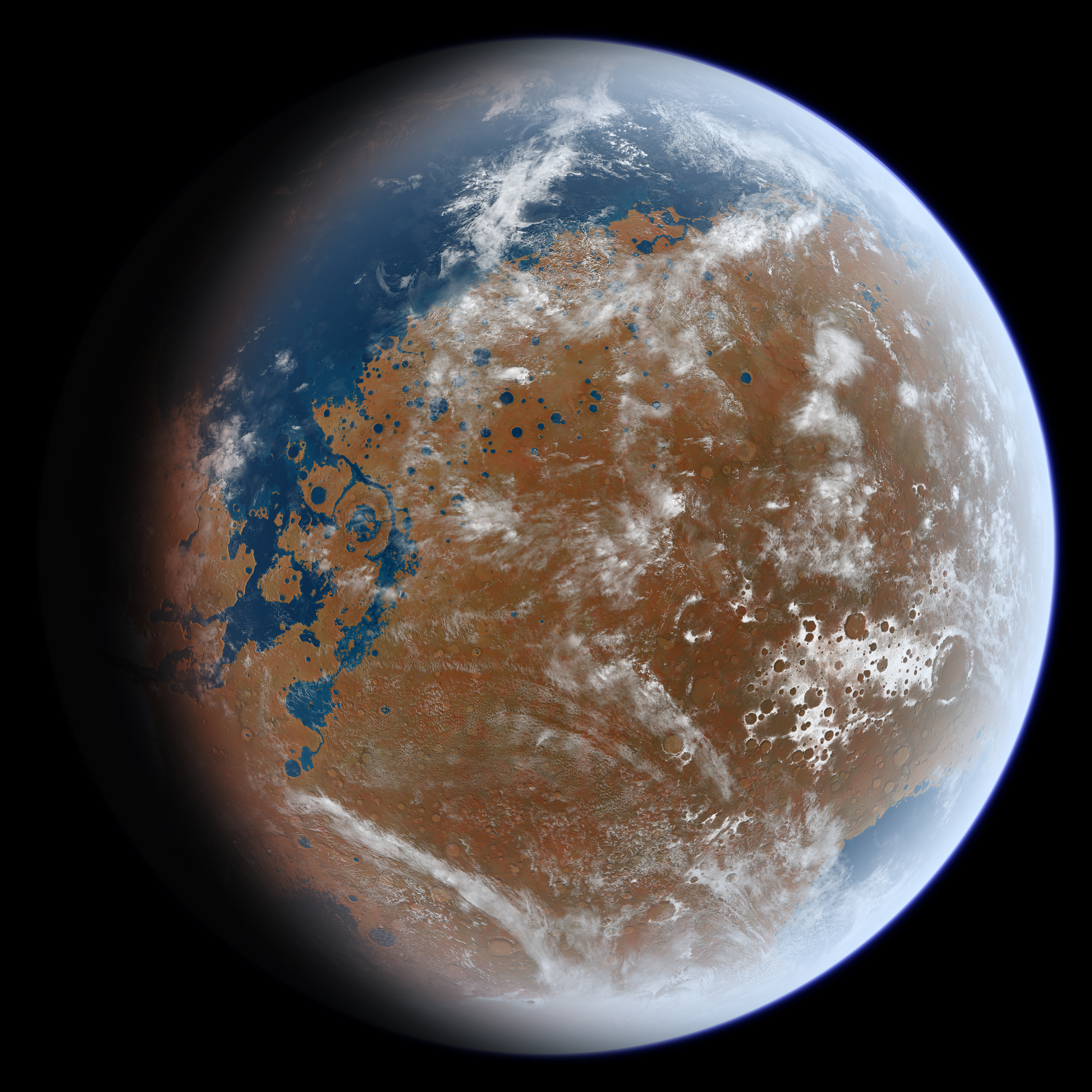
Una impresión artística del antiguo Marte y sus océanos basada en datos geológicos.

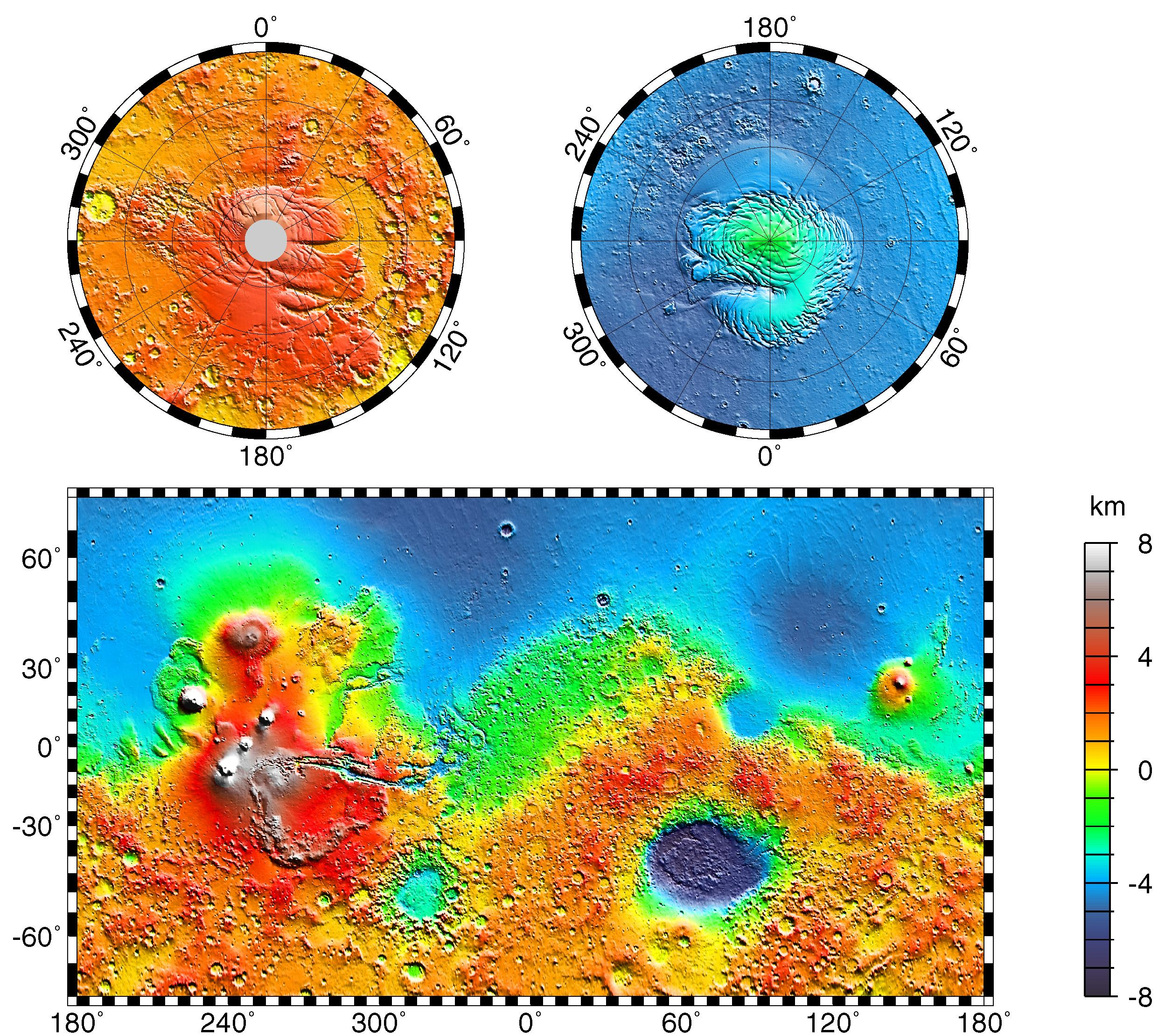
La región azul de baja topografía en el hemisferio norte marciano se cree que es el lugar de un océano primordial de agua líquida.

La teoría del océano marciano sostiene que casi un tercio de la superficie de Marte estuvo cubierto por un océano de agua líquida en los primeros períodos de la historia geológica del planeta. Este océano primordial, denominado Paleo-Oceanus o Oceanus Borealis, habría llenado la cuenca de Vastitas Borealis en el hemisferio norte, una región situada entre 4 y 5 km por debajo de la elevación media del planeta, aproximadamente hace entre 4.1 y 3.8 mil millones de años. Las pruebas de este océano incluyen características geográficas que se asemejan a antiguas líneas de costa, y las propiedades químicas del suelo y la atmósfera marciana. El Marte primitivo habría requerido una atmósfera más densa y un clima más cálido para permitir que el agua líquida permaneciera en su superficie.

## Historia de la evidencia observacional
Las características observadas por los orbitadores Viking en 1976 revelaron dos posibles antiguas líneas de costa cerca del polo, Arabia y Deuteronilus, cada una de ellas con varios miles de kilómetros de longitud. Varios rasgos físicos en la geografía actual de Marte sugieren la existencia pasada de un océano primordial. Redes de valles que se fusionan en canales más grandes implican erosión por un agente líquido, y se asemejan a antiguos lechos de ríos en la Tierra. Enormes canales, de 25 km de ancho y varios cientos de metros de profundidad, parecen dirigir el flujo de acuíferos subterráneos en las tierras altas del sur hacia las llanuras del norte. Gran parte del hemisferio norte de Marte se encuentra a una elevación considerablemente más baja que el resto del planeta (la dicotomía marciana), y es inusualmente plano.
Estas observaciones llevaron a varios investigadores a buscar restos de líneas de costa más antiguas y aumentaron la posibilidad de que un océano de ese tipo haya existido. En 1987, John E. Brandenburg publicó la hipótesis de un océano primordial de Marte al que denominó Paleo-Oceanus. La hipótesis del océano es importante porque la existencia de grandes masas de agua líquida en el pasado habría tenido un impacto significativo en el clima marciano antiguo, su potencial de habitabilidad y las implicaciones para la búsqueda de evidencia de vida pasada en Marte.
A partir de 1998, los científicos Michael Malin y Kenneth Edgett comenzaron a investigar con cámaras de mayor resolución a bordo del Mars Global Surveyor, con una resolución cinco a diez veces superior a la de las naves Viking, en lugares que pondrían a prueba las líneas de costa propuestas por otros en la literatura científica. Sus análisis fueron, en el mejor de los casos, inconclusos, y reportaron que la línea de costa varía en elevación por varios kilómetros, subiendo y bajando de un pico a otro durante miles de kilómetros. Estas tendencias pusieron en duda si las características realmente marcan una costa de un mar ya desaparecido y se han tomado como un argumento en contra de la hipótesis de la línea de costa (y del océano) marciana.
El Mars Orbiter Laser Altimeter (MOLA), que determinó con precisión en 1999 la altitud de todas las partes de Marte, encontró que la cuenca de un océano en el planeta cubriría tres cuartas partes de su superficie. En 2005, se estudió la distribución única de tipos de cráteres por debajo de los 2400 m de altitud en Vastitas Borealis. Los investigadores sugirieron que la erosión implicó una cantidad significativa de sublimación, y un océano antiguo en esa ubicación habría abarcado un volumen de  6 × 107 km³.
En 2007, Taylor Perron y Michael Manga propusieron un modelo geofísico que, después de ajustar para el desplazamiento polar verdadero causado por redistribuciones de masa debido al vulcanismo, mostró que las paleo-costas marcianas propuestas en 1987 por John E. Brandenburg cumplen con este criterio. El modelo indica que estas ondulantes líneas de costa marcianas pueden explicarse por el movimiento del eje de rotación de Marte. Dado que la fuerza centrífuga hace que los objetos giratorios y grandes objetos en rotación se abulten en su ecuador (abultamiento ecuatorial), el desplazamiento polar pudo haber causado que la elevación de la línea de costa cambiara de manera similar a lo observado. Su modelo no intenta explicar qué causó el movimiento del eje de rotación de Marte en relación con la corteza.
Investigaciones publicadas en 2009 muestran una densidad mucho mayor de canales fluviales de lo que se creía anteriormente. Las regiones de Marte con más valles son comparables a lo que se encuentra en la Tierra. En la investigación, el equipo desarrolló un programa de computadora para identificar valles buscando estructuras en forma de U en datos topográficos. La gran cantidad de redes de valles respalda fuertemente la existencia de lluvia en el planeta en el pasado. El patrón global de los valles marcianos podría explicarse con un gran océano en el norte. Un océano grande en el hemisferio norte explicaría por qué existe un límite sur para las redes de valles; las regiones más al sur de Marte, más alejadas del reservorio de agua, recibirían poca lluvia y no desarrollarían valles. De manera similar, la falta de lluvia explicaría por qué los valles marcianos se hacen más superficiales de norte a sur.
Un estudio de 2010 sobre deltas en Marte reveló que diecisiete de ellos se encuentran a la altitud de una propuesta línea de costa para un océano marciano. Esto es lo que se esperaría si los deltas estuvieran junto a un gran cuerpo de agua. La investigación presentada en una conferencia planetaria en Texas sugirió que el complejo de abanicos Hypanis Valles es un delta con múltiples canales y lóbulos, formado en el margen de un gran cuerpo de agua. Ese cuerpo de agua era un océano del norte. Este delta está en la frontera de la dicotomía entre las llanuras del norte y las tierras altas del sur, cerca de Chryse Planitia.
Investigaciones publicadas en 2012 utilizando datos del MARSIS, un radar a bordo del orbitador Mars Express, apoyan la hipótesis de un extinto gran océano en el norte. El instrumento reveló una constante dieléctrica de la superficie similar a las de depósitos sedimentarios de baja densidad, depósitos masivos de hielo subterráneo o una combinación de ambos. Las mediciones no eran similares a las de una superficie rica en lava.
En marzo de 2015, los científicos afirmaron que existe evidencia de un antiguo volumen de agua que podría haber formado un océano, probablemente en el hemisferio norte del planeta y con un tamaño comparable al del Océano Ártico de la Tierra. Este hallazgo se derivó de la relación entre el agua y el deuterio en la atmósfera marciana moderna, en comparación con la relación encontrada en la Tierra y derivada de observaciones telescópicas. Se infirió que en los depósitos polares de Marte había ocho veces más deuterio que en la Tierra (VSMOW), lo que sugiere que Marte antiguo tenía niveles de agua mucho más altos. El valor atmosférico representativo obtenido de los mapas (7 VSMOW) no se ve afectado por efectos climatológicos como los medidos por los rovers localizados, aunque las mediciones telescópicas están dentro del rango de la concentración medida por el rover Curiosity en el cráter Gale de 5-7 VSMOW. Incluso en 2001, un estudio de la relación de hidrógeno molecular a deuterio en la atmósfera superior de Marte por el satélite NASA Far Ultraviolet Spectroscopic Explorer sugirió un suministro abundante de agua en el Marte primordial. Más evidencia de que Marte tuvo una atmósfera más gruesa que haría más probable un océano vino de la nave MAVEN, que ha estado haciendo mediciones desde la órbita marciana. Bruce Jakosky, autor principal de un artículo publicado en Science, afirmó que «hemos determinado que la mayoría de los gases presentes en la atmósfera de Marte se han perdido al espacio». Esta investigación se basó en dos isótopos diferentes del gas argón.
Aún se desconoce durante cuánto tiempo este cuerpo de agua permaneció en estado líquido, considerando la alta eficiencia del efecto invernadero necesario para mantener el agua en fase líquida en Marte a una distancia heliocéntrica de 1.4–1.7 AU. Ahora se cree que los cañones se llenaron de agua, y que al final del período Noachiano, el océano marciano desapareció y la superficie se congeló durante aproximadamente 450 millones de años. Luego, hace unos 3.2 mil millones de años (3,2 000 000 000), el magma bajo los cañones calentó el suelo, fundió los materiales helados y produjo vastos sistemas de ríos subterráneos que se extendieron por cientos de kilómetros. Esta agua emergió hacia la superficie ahora seca en gigantescos inundaciones.
En mayo de 2016 se publicó nueva evidencia de un vasto océano del norte. Un gran equipo de científicos describió cómo algunas superficies del cuadrángulo Ismenius Lacus fueron alteradas por dos tsunamis causados por asteroides que impactaron el océano. Se pensó que ambos fueron lo suficientemente fuertes como para crear cráteres de 30 km de diámetro. El primer tsunami levantó y transportó rocas del tamaño de autos o casas pequeñas. El retroceso de la ola formó canales al reorganizar las rocas. El segundo llegó cuando el océano estaba 300 m más bajo. Este segundo tsunami transportó grandes cantidades de hielo que se depositaron en los valles. Los cálculos muestran que la altura promedio de las olas habría sido de 50 m, pero las alturas variaron de 10 m a 120 m. Las simulaciones numéricas muestran que en esta parte particular del océano, dos cráteres de impacto de 30 km de diámetro se formarían cada 30 millones de años (30 000 000). La implicación aquí es que un gran océano del norte pudo haber existido durante millones de años. Un argumento en contra de la existencia de un océano ha sido la falta de características de la costa. Estas características podrían haber sido arrasadas por estos eventos de tsunami. Las partes de Marte estudiadas en esta investigación son Chryse Planitia y el noroeste de Arabia Terra. Estos tsunamis afectaron algunas superficies en el cuadrángulo Ismenius Lacus y en el cuadrángulo Mare Acidalium. Se ha identificado que el impacto que creó el cráter Lomonosov fue una probable fuente de las olas de tsunami.

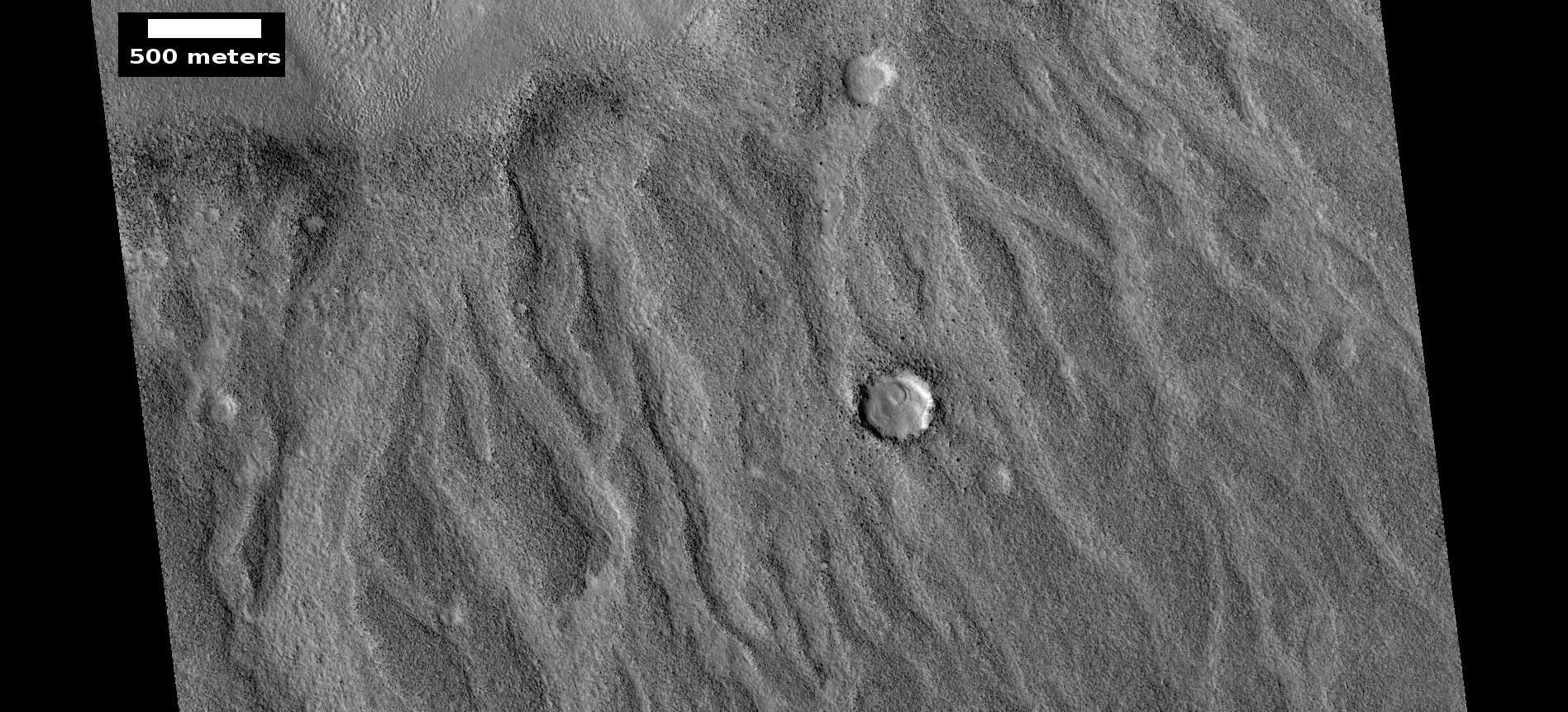
Canales creados por la corriente de retorno de los tsunamis, tal como los vio HiRISE. Los tsunamis fueron probablemente causados por asteroides que impactaron el océano.
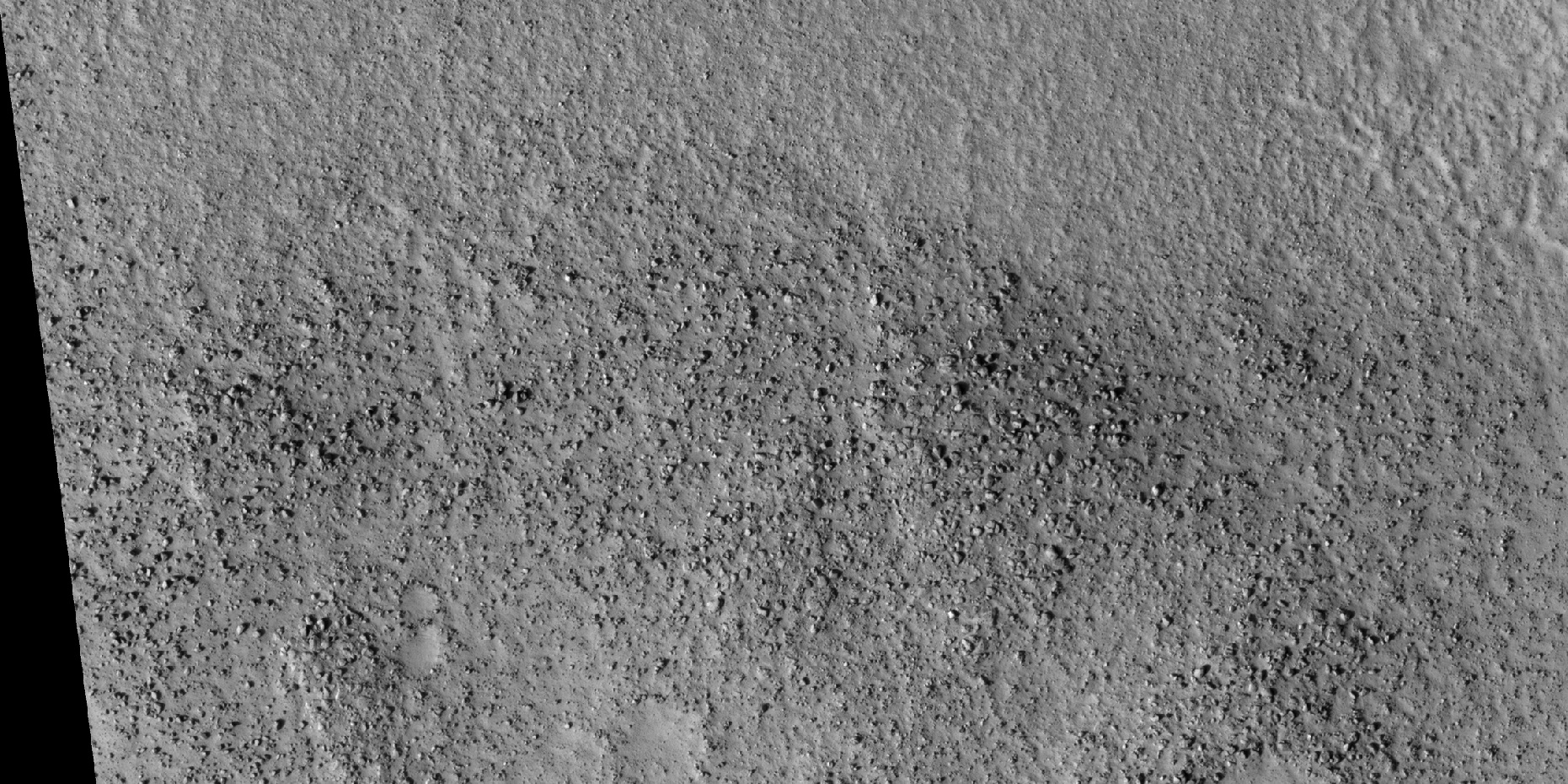
Rocas que fueron recogidas, transportadas y arrojadas por tsunamis, tal como las vio HiRISE. Las rocas tienen un tamaño entre similar al de un automóvil y una casa.
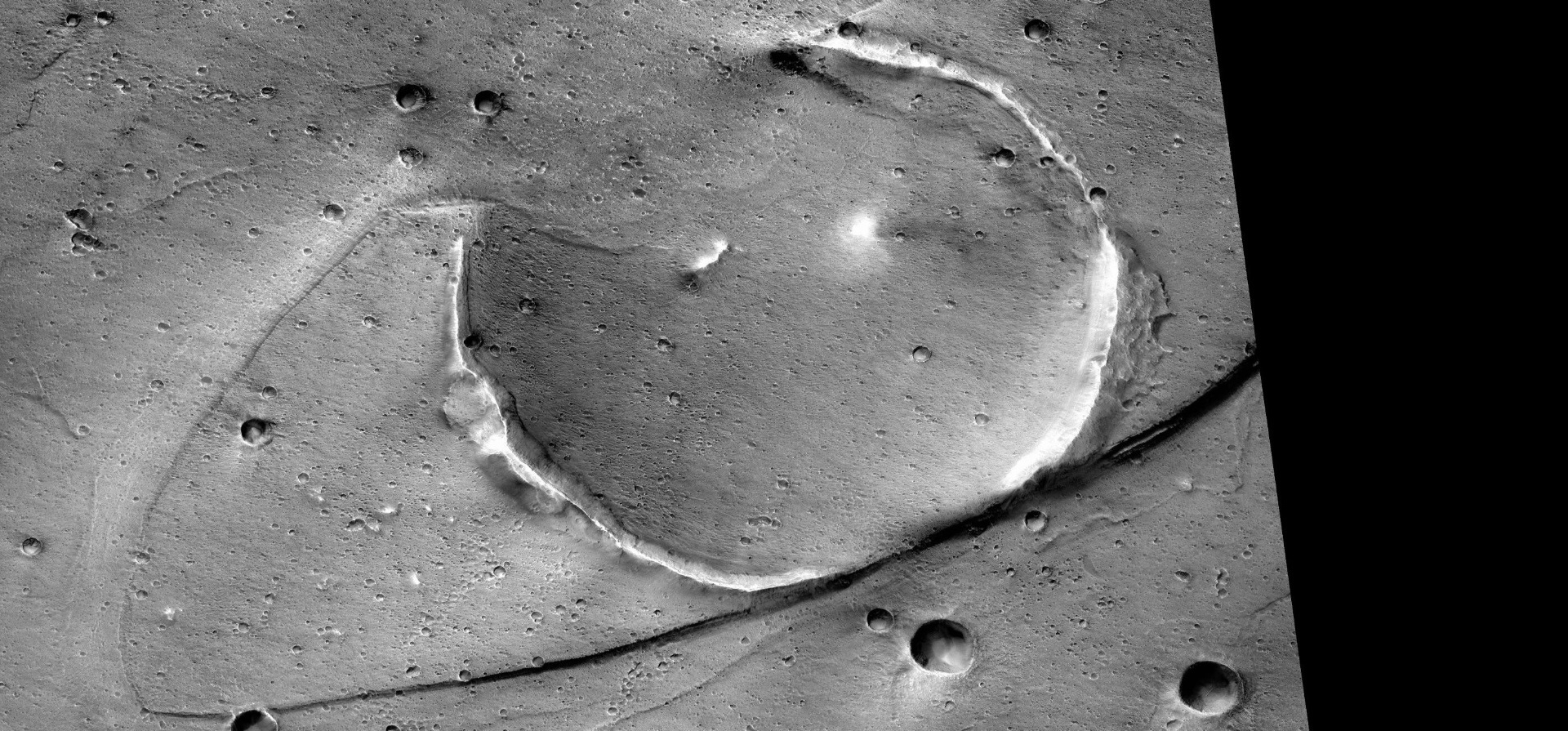
Promontorio aerodinámico erosionado por el tsunami, visto por HiRISE.